# ピクサー・ショート・フィルム Vol.3
『ピクサー・ショート・フィルム Vol.3』は、2018年に発売されたピクサー・アニメーション・スタジオ制作の短編作品が収録されたDVDおよびブルーレイである。2012年公開の『レックスはお風呂の王様』から、2018年公開の『Bao』までの短編作品が収録されている。